# Ixtapa
Ixtapa (officieel Ixtapa Zihuatanejo) is een badplaats in de Mexicaanse deelstaat Guerrero. De plaats heeft 6.406 inwoners (census 2005) en ligt in de gemeente José Azueta. De stad is gelegen aan de Costa Grande aan de Grote Oceaan.